# Coroana de Spini

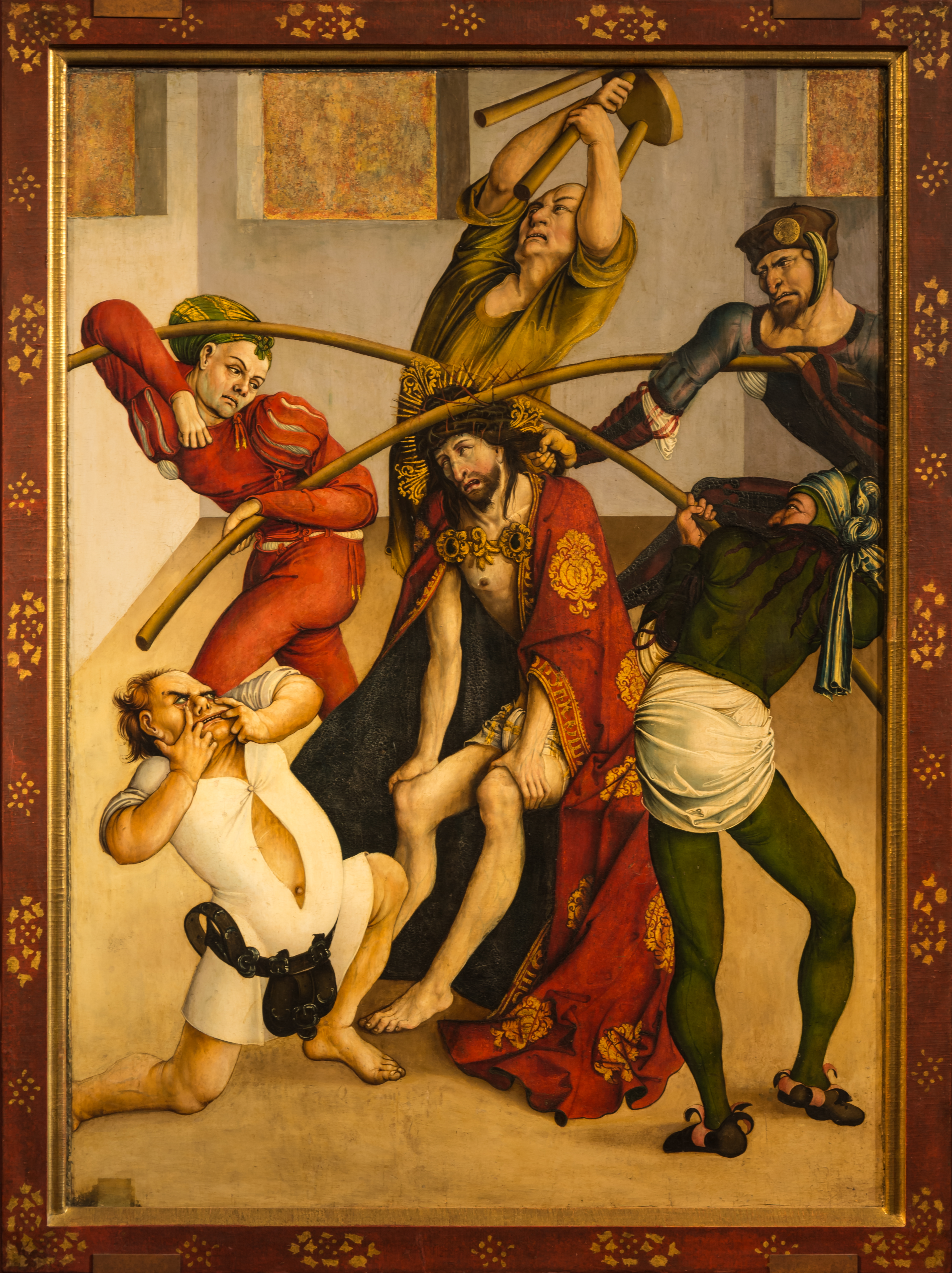
Isus este încoronat cu Coroana de Spini, Altarul din Melk, 1502.

Coroana de Spini (în greacă στέφανος ἐξ ἀκανθῶν, transliterat: stéfanos ex akanthón) este obiectul  care i-a fost așezat lui Isus din Nazaret pe cap, în semn de batjocură, conform evangheliilor după Marcu (Mc 15,16-20), Matei (Matei 27,27-31) și Ioan (Ioan 19,2), înainte de a fi răstignit.